# Methylgermaniumtrichlorid
Methylgermaniumtrichlorid ist eine chemische Verbindung aus der Gruppe der germaniumorganischen Verbindungen.

## Gewinnung und Darstellung
Methylgermaniumtrihalogenide können durch Umsetzung des Germanium(II)-halogenids mit dem entsprechenden Methylhalogenid  hergestellt werden:
{\displaystyle \mathrm {GeCl_{2}+\ ClCH_{3}\ {\xrightarrow {AlCl_{3}}}\ \ Cl_{3}GeCH_{3}} }
Auch bei der Umsetzung von Germanium(IV)-chlorid mit metallorganischen Verbindungen, wie Dimethylquecksilber bildet sich das Methylgermaniumtrichlorid:
{\displaystyle \mathrm {GeCl_{4}+\ Hg(CH_{3})_{2}\ {\xrightarrow {}}\ \ Cl_{3}GeCH_{3}+\ ClHg(CH_{3})\ } }

## Eigenschaften
Die Flüssigkeit riecht nach Chlor, ist feuchtigkeitsempfindlich und ist mit einem Flammpunkt von 10 °C leichtentzündlich. Sie reagiert heftig mit Wasser.